# Селенид неодима(III)
Селенид неодима(III) — бинарное неорганическое соединение неодима и селена 
с формулой Nd2Se3,
кристаллы.

## Получение
- Сплавление стехиометрических количеств чистых веществ:

{\displaystyle {\mathsf {2Nd+3Se\ {\xrightarrow {T}}\ Nd_{2}Se_{3}}}}

## Физические свойства
Селенид неодима(III) образует кристаллы 
кубической сингонии,
пространственная группа I 43d,
параметры ячейки a = 0,88632 нм, Z = 5,3333.